# Florian Scheuer
Florian Scheuer (* 1980) ist ein deutscher Ökonom und Finanzwissenschaftler. Er lehrt seit 2016 an der Universität Zürich und ist dort seit 2023 Direktor des Instituts für Volkswirtschaftslehre. 

## Leben und Wirken
Er studierte an der Universität Konstanz (2000–2005) und der London School of Economics (2002–2003) und erwarb 2005 das Diplom in Volkswirtschaftslehre an der Universität Konstanz. Nach der Promotion am Massachusetts Institute of Technology bei Daron Acemoglu, Iván Werning, Peter Diamond und James Poterba war er Assistenzprofessor für Volkswirtschaftslehre an der Stanford University. 2014 war er Gastprofessor an der Harvard University und 2015 an der University of California, Berkeley. Von 2015 bis 2016 war er National Fellow an der Hoover Institution.
Seit 2016 ist er Professor für Institutionenökonomik an der Universität Zürich und seit 2023 Direktor des Instituts für Volkswirtschaftslehre. Er war 2019 Gastprofessor an der Yale University und 2022 an der University of Chicago. Scheuer erhielt im Jahr 2017 für sein Projekt „Inequality: Public Policy and Political Economy“ einen ERC Starting Grant von 1,5 Mio. EUR und im Jahr 2023 für sein Projekt „Taxing Capital Gains“ einen Förderbeitrag des Schweizerischen Nationalfonds von 1,22 Mio. Schweizer Franken. 2021 erhielt er den Hermann-Heinrich-Gossen-Preis des Vereins für Socialpolitik für seine Beiträge zur Beurteilung von steuerlichen Instrumenten zur Bekämpfung von Ungleichheit, die zum Beispiel die Debatte um die Besteuerung des Einkommens und Vermögens von Superreichen geprägt haben.
Er ist Direktor der Review of Economic Studies, Mitglied des Herausgebergremiums der American Economic Review und war von 2018 bis 2022 Mitherausgeber von Theoretical Economics.

## Auszeichnungen
- 2010: Robert M. Solow Preis, Massachusetts Institute of Technology[4]
- 2017: ERC Starting Grant[2]
- 2019: forschungsstärkster Ökonom unter 40 im Handelsblatt-VWL-Ranking[11]
- 2021: Gossen-Preis[12]
- 2023: SNF Consolidator Grant[6]

## Publikationen (Auswahl)
- mit Nick Netzer: Competitive Markets without Commitment, Journal of Political Economy (2010), doi:10.1086/658497
- mit Casey Rothschild: Redistributive Taxation in the Roy Model, Quarterly Journal of Economics (2013), doi:10.1093/qje/qjs076
- mit Alexander Wolitzky: Capital Taxation under Political Constraints, American Economic Review (2016), doi:10.1257/aer.20141081
- mit Casey Rothschild: Optimal Taxation with Rent-Seeking, Review of Economic Studies (2016), doi:10.1093/restud/rdw017
- mit Iván Werning: The Taxation of Superstars, Quarterly Journal of Economics (2017), doi:10.1093/qje/qjw036
- mit Joel Slemrod: Taxation and the Superrich, Annual Review of Economics (2020), doi:10.1146/annurev-economics-081919-115106
- mit Joel Slemrod: Taxing Our Wealth, Journal of Economic Perspectives (2021), doi:10.1257/jep.35.1.207
- mit Pablo Kurlat: Signaling to Experts, Review of Economic Studies (2021), doi:10.1093/restud/rdaa068